# Valle del Cibao
El Valle del Cibao es la principal subregión geográfica y agrícola de la República Dominicana, localizada en la zona norte del país, dentro de la región del Cibao. Se extiende entre la Cordillera Septentrional al norte y la Cordillera Central al sur, abarcando parte de las provincias más productivas del territorio. Su importancia radica tanto en su fertilidad como en su peso histórico y cultural, pues ha sido escenario de procesos clave en la formación de la nación dominicana.
Conocido también como la región cibaeña, este valle es considerado el “granero del país” por su alta producción agrícola, especialmente de arroz, tabaco, cacao y otros cultivos de exportación. Además, ha sido un polo de desarrollo económico, político y social, donde surgieron movimientos de independencia, tradiciones culturales de relevancia nacional y una identidad regional reconocida dentro y fuera de la isla.

## Orígenes y desarrollo
El origen del Valle del Cibao está ligado a procesos geológicos de sedimentación que, con el paso de millones de años, dieron lugar a una llanura fértil atravesada por importantes ríos como el Yaque del Norte, uno de los más extensos del país. Estos ríos aportaron nutrientes que convirtieron la zona en un espacio propicio para el establecimiento humano desde tiempos precolombinos.
Los taínos poblaron extensamente la región debido a la abundancia de recursos naturales y la facilidad para la agricultura. De hecho, “Cibao” es un término taíno que significa “lugar pedregoso” o “tierra rocosa”, utilizado originalmente para referirse a las montañas de la Cordillera Central, pero que luego pasó a designar toda la región.
Con la colonización española en el siglo XVI, el valle se convirtió en un centro económico de importancia por la producción de oro en las montañas y, posteriormente, por el cultivo de tabaco. Durante los siglos XVII y XVIII, el tabaco del Cibao alcanzó reconocimiento internacional, principalmente en los mercados europeos.
En el siglo XIX, el Cibao tuvo un rol político determinante en la historia dominicana. La región fue cuna de líderes independentistas y de movimientos revolucionarios que marcaron el rumbo del país. Desde entonces el Cibao ha mantenido su preeminencia como una de las zonas de mayor dinamismo agrícola, industrial y cultural.

## Flora y fauna
El Valle del Cibao presenta una diversidad ecológica muy notable y es el resultado de la interacción entre sus ríos, humedales y la proximidad a sistemas montañosos. La flora incluye bosques ribereños y sabanas donde predominan especies como caoba, guayacán, ceiba y distintas variedades de palma. Las áreas agrícolas, a su vez, han introducido una importante cantidad de cultivos comerciales y de subsistencia, lo que configura un mosaico de paisajes verdes durante todo el año.
La fauna de la región es igualmente diversa. En sus ecosistemas conviven aves migratorias y endémicas como la cigua palmera, el guaraguao y el zumbadorcito de La Hispaniola. Los ríos y humedales albergan peces, anfibios y reptiles característicos de la isla, mientras que en las zonas más boscosas se encuentran pequeños mamíferos y una gran variedad de insectos polinizadores, esenciales para la producción agrícola que sostiene la economía local.

## Economía
La economía del Valle del Cibao se sustenta principalmente en la agricultura, siendo la región líder en la producción de arroz, tabaco, cacao y frutas tropicales. La industria agroalimentaria, ligada al procesamiento de estos productos, ha generado importantes polos de empleo. Asimismo, el comercio, la educación y la cultura han hecho del Cibao una de las regiones más influyentes de la República Dominicana, tanto en el plano económico como en el social.